# Saint-Médard-sur-Ille
Saint-Médard-sur-Ille (en bretó Sant-Marzh-an-Il) és un municipi francès, situat a la regió de Bretanya, al departament d'Ille i Vilaine. L'any 2006 tenia 1.274 habitants.

## Demografia
| 1962                                       | 1968 | 1975 | 1982  | 1990  | 1999  |
| ------------------------------------------ | ---- | ---- | ----- | ----- | ----- |
| 692                                        | 736  | 753  | 1.002 | 1.040 | 1.154 |
| Des de 1962: població sense dobles comptes |      |      |       |       |       |

## Administració
| Període   | Identitat           | Partit |
| --------- | ------------------- | ------ |
| 2001-2008 | Dominique Guérin    |        |
| 2008-     | Lionel Van Aertryck |        |